# Renin

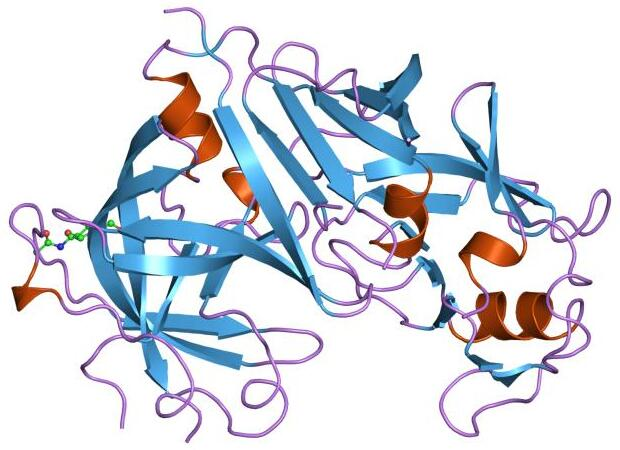
A renin szerkezete

A renin vagy angiotenzinogenáz egy hormonhatású fehérjevágó enzim, amely a renin-angiotenzin-aldosztereon rendszer részeként a vértérfogatot és ezen keresztül a vérnyomást szabályozza. A renin a vese juxtraglomeruláris sejtjeiben keletkezik. Feladata, hogy a máj által termelt angiotenzinogént elhasítva angiotenzin I-et készítsen.  
A renint 1898-ban fedezte fel a svéd Robert Tigerstedt és tanítványa Per Bergman. 

## Szerkezete
A renin prekurzora egy 406 aminosavból álló polipeptid, amelynek elejéről egy 20, végéről egy 46 aminosavas szakasz levágása után keletkezik az érett renin, amely 340 aminosavból áll, molekulasúlya pedig 37 kDa.

## Termelése
A renint a vese afferens ereinek juxtaglomeruláris sejtjei termelik a következő stimulusok hatására:
- az arteriális vérnyomás csökkenése. A változást közvetlenül az érfalsejtek baroreceptorai érzékelik. A másik két hatás is a vérnyomás csökkenésére reagál, de közvetettebb úton
- a disztális tubulus nátriumtartalmának csökkenése (ezt a macula densa sejtjei érzékelik)
- szimpatikus idegrendszeri aktiválás, ami a β1 adrenerg receptorokon keresztül szintén a vérnyomást befolyásolja

## A renin-angiotenzin rendszer

A renin-angiotenzin rendszer

A renin fő funkciója, hogy közvetetten növelje a vérnyomást. A véráramba kerülve elvágja a máj által termelt angiotenzinogént és angiotenzin I jön létre. Ez a tüdő endotéliumában található angiotenzin-konvertáló enzim hatására továbbalakul angiotenzin II-vé, amely a vérnyomást leghatékonyabban szabályozó peptidhormon. A simaizmokra ható angiotenzin II valamennyi véredényt képes összehúzni. A kisebb keresztmetszet miatt a vér ellenállása a szív mozgató hatásával szemben nő, mire a szív megnöveli összehúzódásai erejét és végeredményül a vérnyomás emelkedik. Az angiotenzin II hatására a mellékveséből aldoszteron szabadul fel, amely aztán a vese disztális tubulusaiban megnöveli a nátrium felszívódását, amit az ozmotikus nyomás fenntartása érdekében víz követ: így megnő a vér térfogata és a vérnyomás is. A renin-angiotenzin rendszer a központi idegrendszerre is hat: a szomjúságérzet szabályozásával növeli vagy csökkenti a vízfelvételt. Ezenkívül elősegíti az agyalapi mirigy vazopresszin-kibocsátását és így befolyásolja vízháztartást és a vértérfogat adott szinten tartását. 
Egy felnőtt ember vérplazmájában a normális reninkoncentráció 1,98-24,6 nanogramm/liter között van.
A renint sokáig receptor nélküli hormonhatású enzimnek tekintették, de aztán felfedezték, hogy az erek epitéliumainak, illetve a vese sejtjeinek külső membránján található egy reninreceptor. A renin-receptor komplex négyszeres hatékonysággal alakítja át az angiotenzinogént angiotenzin I-é.

## Kóroki szerepe
A renin-angitenzin rendszer túlműködése magas vérnyomáshoz vezet, amit renininhibitor gyógyszerekkel jól lehet kezelni. A vérplazma reninaktivitását (PRA) szerológiai módszerekkel mérik. 
A másik (és gyakrabban alkalmazott) lehetőség, hogy a magas vérnyomást az angiotenzin-konvertáló enzim vagy az angiotenzin II-receptor blokkolásával csökkentik. Előbbire a ramipril vagy perindopril, utóbbira a lozartán, irbezartán vagy kandezartán alkalmas. Ezeket a gyógyszerek általában szívroham utáni terápia részei is. 
Egyes vesetumorok, amelyek érintik a juxtaglomeruláris sejteket (reninóma), Wilms-tumor, vesesejt-karcinóma) a renin túltermelésével és a vérnyomás megnövekedésével járnak.
A renin génje, a REN az 1. kromoszómán található, 12 ezer bázispár hosszú és 8 intront tartalmaz. A gén legalább egy mutációja dominánsan öröklődő vesebetegséghez vezet, amely 40-70 éves korban a vese funkcióinak elvesztésével jár és egyelőre csak dialízissel vagy szervtranszplantációval kezelhető. A mutáció a vesebetegek kevesebb mint 1%-ában mutatható ki.

## Fordítás
- Ez a szócikk részben vagy egészben  a   Renin című angol Wikipédia-szócikk ezen változatának fordításán alapul.  Az eredeti cikk szerkesztőit annak laptörténete sorolja fel. Ez a jelzés csupán a megfogalmazás eredetét és a szerzői jogokat jelzi, nem szolgál a cikkben szereplő információk forrásmegjelöléseként.